# 范寧
范 寧（はん ねい、生没年不詳）は、東晋の儒学者・官僚・教育家。字は武子。本貫は南陽郡順陽県。子は范泰。

## 経歴
范汪の子として生まれた。若くして学問につとめ、広く書物を渉猟した。会稽王司馬昱が輔政の任につくと、范寧を招聘しようとしたが、桓温に反対されて中止された。桓温は范汪を憎んでいたことから、桓温の在世中は、范寧兄弟は官位につくことができなかった。桓温の死後、余杭県令を初任とした。県では学校を興し、儒教に基づく教化につとめた。県令に在職すること6年、臨淮郡太守に転出し、陽遂郷侯に封じられた。ほどなく建康に召還されて中書侍郎に任じられた。新廟の造営にあたって、辟雍や明堂の制度について経伝の典拠をつけて奏上した。孝武帝は文学を好んだため、范寧は帝に気に入られて、朝廷に疑議があったときには、諮問を受けた。朝士を指弾するにあたっても、直言をはばからなかった。
范寧の甥の王国宝は会稽王司馬道子に媚びへつらっており、范寧の非難を恐れて排斥しようとしていた。范寧は自ら豫章郡太守の任を求めた。孝武帝は翻意を促したが、范寧が強く願い出たため受け入れた。范寧は時政を論じて、土断の実行や小規模の郡県の統合を上奏した。また16歳以上を全丁とし、13歳から15歳を半丁としていた当時の制度を改めて、20歳以上を全丁とし、16歳から19歳を半丁とするよう求めて、孝武帝に聞き入れられた。
范寧は豫章郡で庠序を開設し、交州から磬石を求め、郡の四姓の子弟を学生として五経を読ませるなど、教育に力を入れた。しかし江州刺史の王凝之の弾劾を受け、罪に問われた。子の范泰はこのとき天門郡太守の任にあったが、官を棄てて父のために訴えた。孝武帝は范寧の教育における業績を思って判決を下しかねていたが、大赦にあって、免官で決着させた。
免官後の范寧は丹陽郡に隠居して、経学にいそしんだ。後に家で死去した。享年は63。著書に『春秋穀梁伝集解』があった。

## 伝記資料
- 『晋書』巻75 列伝第45